# Československý spisovatel
Československý spisovatel (în traducere „Scriitorul cehoslovac”), ulterior Český spisovatel, a fost una dintre cele mai importante edituri din Cehoslovacia în a doua jumătate a secolului al XX-lea. Compania a fost asociată timp de zeci de ani cu Fondul Literar Ceh (numele ei a fost menționat oficial Československý spisovatel, nakladatelství českého literárního fondu).

## Activitatea editurii
Editura a fost înființată în anul 1949 prin fuziunea editurilor František Borový, Evropský literární klub, SFINX - Bohumil Janda și Nakladatelského družstva Máj. Misiunea ei era să publice poezie și proză cehoslovacă și lucrări de istorie și critică literară. În perioada 1949-1956 directorul editurii a fost scriitorul Václav Řezáč.
În anii 1970 editura a devenit platforma de publicare a Fondului Literar Ceh (Českého literárního fondu). Printre angajați s-au aflat, de asemenea, mai mulți scriitori și cercetători literari.
Editura Československý spisovatel a publicat mai multe opere literare reprezentative ale spațiului ceh, iar cărțile sale au primit mai multe premii externe. Printre cele mai renumite ediții au fost Spirála, Slunovrat, Klub přátel poezie, Zlatý klíček, Klenotnice, Knihovna české prózy. Sub egida editurii au apărut o serie de reviste literare (Host do domu, Tvář).
În anul 1993 editura a fost redenumită Český spisovatel, iar în anul 1997 a dispărut de pe piață. Brandul Československý spisovatel a reapărut în 2008 sub auspiciile societății Levné knihy, a. s. (anterior Levné Knihy KMa).
Editura a publicat aproximativ 6.500 de titluri.

## Autori români publicați de editură
- Zaharia Stancu, Cikánský tábor („Șatra”), 1973[5]